# ステイン (紋章学)
ステイン（stain、 stainand colour または staynard colour とも）は、紋章学における非標準のティンクチャーで、「原色（colours)」のティンクチャーに属する。マレー（murrey）、サングイン（sanguine）、テニー（tenné)の3色が知られる。中世以降の紋章にのみ現れ、名誉の除去(英語版)を表すと考えられている。実際には名誉の除去としての実例は知られておらず、イギリスの紋章において仕着以外の用途で例外的な使用が見られるのみである。

## マレー（Murrey）

マレー

## サングイン（Sanguine）

サングイン

## テニー（Tenné）
テニーという言葉は、16世紀中頃に古フランス語のtaneの派生語に由来し、しばしばtawnyとも綴られる。色彩としてはオレンジ～黄褐色である。ペトラ・サンクタの方法では平行な縦線に右下下がりの斜線で表される。

テニー

## 例

スペイン第二共和政の国旗(1931-1939)

- ウェールズ大学（1893年創立）の紋章: Argent on a fesse murrey three medieval lamps Or all within a bordure of the second charged with eight mullets of the third.[5]
- 1931年に制定されたスペイン第二共和政の国旗はギュールズ、オール、マレーの3色旗であった (スペイン語: roja, amarilla y morada).[6]